# Master's College
Il Master's College è un'università cristiana sita a Newhall, negli USA.
Venne fondato nel 1927 come Los Angeles Baptist College and Theological Seminary e si sposta nella sede attuale nel 1961. Assume l'odierna denominazione per volere del rettore John MacArthur. A settembre 2005 la scuola contava in tutto 1359 studenti.